# Dalkia Nybit
Le Dalkia Nybit est un club estonien de basket-ball appartenant à l'élite du championnat estonien. Le club, basé dans la ville de Tallinn, a joué la saison inaugurale de la Ligue Baltique.

## Historique
En 2003 le club (Audentes/Nybit) fusionne avec le Ehitustööriist, avant que ne se reforment les deux entités en 2004. En 2008,le club est dissous pour des raisons économiques[réf. souhaitée].

## Noms successifs
- Avant 2004 : SK Ergen Nybit
- Depuis 2004 : Dalkia Nybit